# Tadeusz Bętkowski

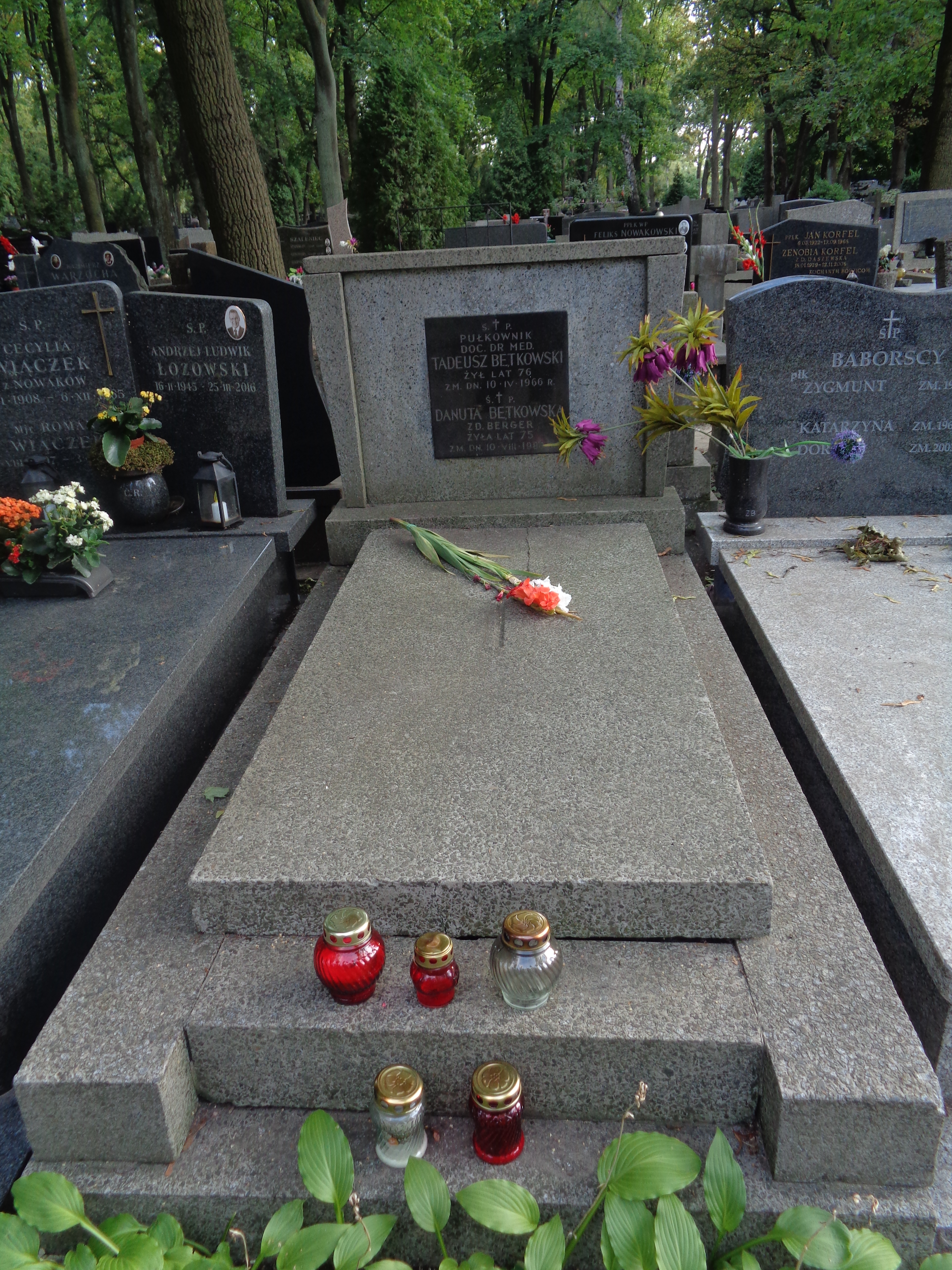
Grób Tadeusza Bętkowskiego na Cmentarzu Wojskowym na Powązkach

Tadeusz Józef Bętkowski, ps. „Tata” (ur. 28 października 1889 w Złotym Potoku, zm. 10 kwietnia 1966 w Warszawie) – lekarz chirurg, podpułkownik Wojska Polskiego.

## Życiorys
Urodził się w rodzinie Leona i Marii z Supperów. W latach 1900–1906 uczęszczał do  Gimnazjum w Jarosławiu, maturę zdał 25 września 1907 w Gimnazjum Franciszka Józefa w Drohobyczu. Studiował na Wydziale Lekarskim Uniwersytetu Lwowskiego (1907–1913), następnie pracował w Klinice Chirurgicznej we Lwowie pod kierownictwem Ludwika Rydygiera. Służył w armii austriackiej w czasie I wojny światowej. 13 marca 1915 uzyskał stopień doktora wszech nauk lekarskich (na Uniwersytecie Karola w Pradze). W niepodległej Polsce wstąpił do Wojska Polskiego, kierował oddziałami chirurgicznymi kilku szpitali wojskowych, m.in. w Krakowie i Rzeszowie oraz 7 Szpitala Okręgowego w Poznaniu. Awansowany na podpułkownika ze starszeństwem z dniem 1 stycznia 1931 roku i 8. lokatą w korpusie oficerów sanitarnych, w grupie lekarzy. We wrześniu 1939 roku był komendantem Stacji Segregacyjno-Rozdzielczej Szpitala Ewakuacyjnego nr 11, od 1 października został komendantem Szpitala dla Jeńców Polskich w Radomiu. Od listopada 1939 r. do wybuchu powstania warszawskiego był naczelnym chirurgiem Szpitala Ujazdowskiego w Warszawie. Uczestniczył również w tajnym nauczaniu. W czasie powstania warszawskiego kierował Służbą Zdrowia Komendy Głównej Armii Krajowej.
Po upadku powstania był naczelnym chirurgiem Polskiego Szpitala Wojskowego, działającego w polskim obozie Stalagu IV B/H w Zeithain, dokąd w październiku 1944 przywieziono 1029 rannych i chorych powstańców. Przywieziono też lekarzy i personel medyczny oraz ocalone z ruin Warszawy wyposażenie sali operacyjnej, aparat rentgenowski oraz materiały opatrunkowe i lekarstwa. Znakomite rezultaty zabiegów chirurgicznych doktora Bętkowskiego w niezmiernie ciężkich warunkach wzbudziły podziw chirurgów niemieckich, którzy przyjeżdżali z Drezna na obserwacje.
15 sierpnia 1945 roku powrócił do Polski. Kierował Oddziałem Chirurgicznym Szpitala PCK w Toruniu. W marcu 1946 roku powołany został do służby czynnej w ludowym Wojsku Polskim na stanowisko ordynatora Oddziału Chirurgicznego I Szpitala Okręgowego w Warszawie. W następnym roku został kierownikiem Oddziału Chirurgicznego Szpitala Ministerstwa Obrony Narodowej. Od 1958 roku był związany z Wojskową Akademią Medyczną. W listopadzie 1962 roku został przeniesiony w stan spoczynku.
Ogłosił około 20 prac naukowych, m.in. Chirurgia ćwiczeń fizycznych i sportu.
Pochowany na Cmentarzu Wojskowym na Powązkach (kwatera B14-1-20).

## Ordery i odznaczenia
- Order Sztandaru Pracy II klasy
- Krzyż Kawalerski Orderu Odrodzenia Polski
- Krzyż Walecznych
- Złoty Krzyż Zasługi
- Srebrny Krzyż Zasługi (16 marca 1928)[6]
- Złoty Krzyż Zasługi Wojskowej na Wstędze Medalu Waleczności z Mieczami (Austro-Węgry)
- Brązowy Krzyż Zasługi Wojskowej na Wstędze Krzyża Zasługi z Mieczami (Austro-Węgry)
- Srebrny Medal Waleczności I klasy (Austro-Węgry)
- Krzyż Wojskowy Karola (Austro-Węgry)
- Medal dla Rannych (Austro-Węgry)